# Nowe Pajtuny
Nowe Pajtuny (deutsch Neu Pathaunen) ist ein Ort in der polnischen Woiwodschaft Ermland-Masuren. Er gehört zur Gmina Purda (Landgemeinde Groß Purden) im Powiat Olsztyński (Kreis Allenstein).

## Geographische Lage
Nowe Pajtuny liegt im Westen der Woiwodschaft Ermland-Masuren, 15 Kilometer südöstlich der Kreis- und Woiwodschaftshauptstadt Olsztyn (deutsch Allenstein).

## Geschichte
Ursprünglich war Neu Pathaunen lediglich ein großer Hof. Im Jahre 1905 wurde er als Ortsteil der Gemeinden Pajtuny (Pathaunen) im ostpreußischen Kreis Allenstein genannt. Bei einer Volkszählung im gleichen Jahr ergaben sich für den Ort zwei Wohngebäude bei 45 Einwohnern.
In Kriegsfolge wurde 1945 das gesamte südliche Ostpreußen an Polen überstellt. Neu Pathaunen erhielt die polnische Namensform „Nowe Pajtuny“ und ist heute eine Ortschaft innerhalb der Landgemeinde Purda (Groß Purden) im Powiat Olsztyński (Kreis Allenstein), von 1975 bis 1998 der Woiwodschaft Olsztyn, seither der Woiwodschaft Ermland-Masuren zugehörig.

## Kirche
Kirchlich war Neu Pathaunen bzw. ist Nowe Pajtuny noch heute evangelischerseits nach Allenstein bzw. Olsztyn und römisch-katholischerseits nach Groß Purden bzw. Purda orientiert.

## Verkehr
Nowe Pajtuny liegt an einer Nebenstraße, die von Purda (Groß Purden) über Pajtuny (Pathaunen) nach Prejłowo (Preylowen, 1938 bis 1945 Preiwils) führt. Eine Bahnanbindung besteht nicht.